# Смерть Прокриды
«Смерть Прокриды» (итал. Morte di Procri) — картина итальянского художника флорентийской школы Пьеро ди Козимо.

## Сюжет
На картине изображена полуобнажённая молодая женщина с кровоточащими ранами, лежащая среди травы и цветов. Над ней склонился фавн, а у ног женщины сидит большой охотничий пёс, Лелап. Вдали видны птицы и собаки на берегу, за которым простирается умиротворяющая водная гладь. Где-то встаёт невидимое на картине солнце, начинается новый день.
Доподлинно неизвестно, когда Пьеро ди Козимо написал эту картину. Некоторые исследователи считают её ранней работой, другие — поздней. Разногласия вызывает и тема картины. В Лондонской Национальной галерее она была выставлена под названием «Мифологический сюжет» (A Mythological Subject), а в настоящее время под заголовком «Сатир, оплакивающий нимфу» (A Satyr mourning over a Nymph). Хранители музея сомневаются в версии, поддерживаемой большинством историков искусства, что данная картина посвящена смерти Прокриды, финальной сцене древнегреческой легенды, пересказанной Овидием в «Метаморфозах» (VII, 752—65).
По одной из версий легенды муж Прокриды Кефал, желая испытать её верность, начал ухаживать за ней, переодевшись другим мужчиной. Когда Прокрида поддалась его домоганиям, Кефал открыл своё настоящее лицо, и опозоренная Прокрида бежала в лес к богине Диане. Кефал добился у жены прощения, но теперь она начала подозревать его в неверности и во время охоты спряталась в кустах, чтобы проследить за ним. Кефал случайно смертельно ранил Прокриду, приняв её за зверя.

## История

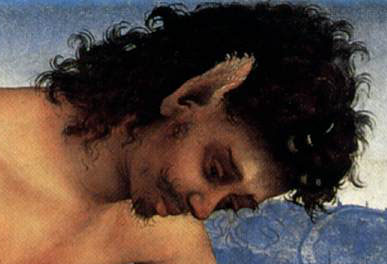
Голова фавна.

21 января 1487 года на свадебном пире при дворе Эсте в Ферраре состоялась премьера драмы Николо да Корреджо «Кефал» (Cefalo). Она была напечатана в Венеции в 1507 году, и Пьеро ди Козимо, вероятно, был знаком с этой драмой. Миф о Прокриде в эпоху Возрождения трактовался как предостережение молодожёнам против супружеской неверности. Возможно, картина «Смерть Прокриды» также предназначалась для свадьбы. Она выполнена темперой и маслом на доске и имеет размеры 65,4 × 184,2 см — необычный формат для картины, но вполне подходящий для передней стенки свадебного сундука кассоне. Во Флоренции в 1350—1530 годах невеста брала такой длинный запирающийся сундук в дом будущего мужа. Сундук устанавливался у подножья супружеского ложа и предназначался для хранения одежды и украшений жены. Богатые невесты заказывали отделку и украшение сундука у художников, которые допускали в этом жанре большую свободу, чем при росписях алтарей и в картинах большого формата. Предполагается, что Пьеро ди Козимо, как и Сандро Боттичелли, сделал несколько росписей свадебных сундуков, среди которых могла быть и «Смерть Прокриды».
Также существует версия, что «Смерть Прокриды» являлась частью цикла настенных панелей, выполненных Пьеро для оформления дома одного из зажиточных горожан. Этот цикл изображал историю развития человечества и имел своей целью навести зрителя на философские размышления. Если «Смерть Прокриды» принадлежит к этому циклу, то, возможно, в ней заложен более глубокий смысл, чем просто предостережение от ревности и измены.

## Иконография

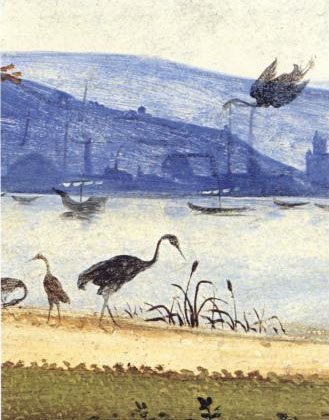
Речной пейзаж.

Сцена смерти изображена на фоне меланхоличного водного пейзажа под безграничным синим небом. Большие цапли, которые, согласно Плинию Старшему, могут проливать слёзы от печали, как и люди, стоят на берегу иссиня серой реки. Возможно, это одна из трёх рек подземного царства, в которое отправится Прокрида.
Над телом умершей женщины склонился козлоногий фавн или сатир. У Овидия нет упоминания о фавне, однако в пьесе Корреджо он представлен как отрицательный герой. Он домогается Прокриды и обвиняет Кефала в неверности, став в итоге причиной смерти Прокриды. Теперь он стоит над телом своей возлюбленной с выражением нежности и заботы на лице. Фавн изображён в высшей степени чувственно, что объясняется увлечением Пьеро ди Козимо дикой, неприрученной природой, которую и символизирует фавн.

## Алхимический символизм
Пьеро ди Козимо был учеником Козимо Росселли, который кроме живописи занимался алхимией. Пьеро скорее всего помогал своему учителю в поисках философского камня и был знаком с алхимической символикой. Так, чёрная и белая собаки, изображённые в глубине картины, символизируют два состояния вещества — твёрдое и газообразное. А охотничий пёс, дважды присутствующий на картине, может символизировать покровителя алхимии Гермеса Трисмегиста, которого в алхимических текстах часто изображали в виде пса. Красная накидка и жёлтая вуаль на Прокриде также являются алхимическими символами красной тинктуры и золотого напитка. Само расположение тела Прокриды напоминает иллюстрации к трактатам, распространённые в XV веке, где мужчина или женщина (Адам или Ева), лежат пронзённые копьём Гермеса, а из них произрастает философское древо (arbor philosophica). Таким образом, за смертью материи следует воскрешение и освобождение духа, духовная трансформация.
Получение золота было не единственной задачей алхимии. Подлинной целью алхимиков было достижение бессмертия. И хотя дерево на картине Пьеро ди Козимо растёт не из тела Прокриды, оно всё же расположено прямо над её сердцем и в алхимической интерпретации представляет собой победу над смертью под руководством Гермеса Триждывеличайшего в виде пса и с помощью сил природы в виде фавна.